# Пишненківська сільська рада
Пишненківська сільська рада — колишній орган місцевого самоврядування у Зінківському районі Полтавської області з центром у селі Пишненки.

## Населені пункти
Сільраді були підпорядковані населені пункти:
- c. Пишненки
- с. Петро-Ганнівка
- с. Саранчівка
- с. Тимченки